# Giovanni Andrea Donducci

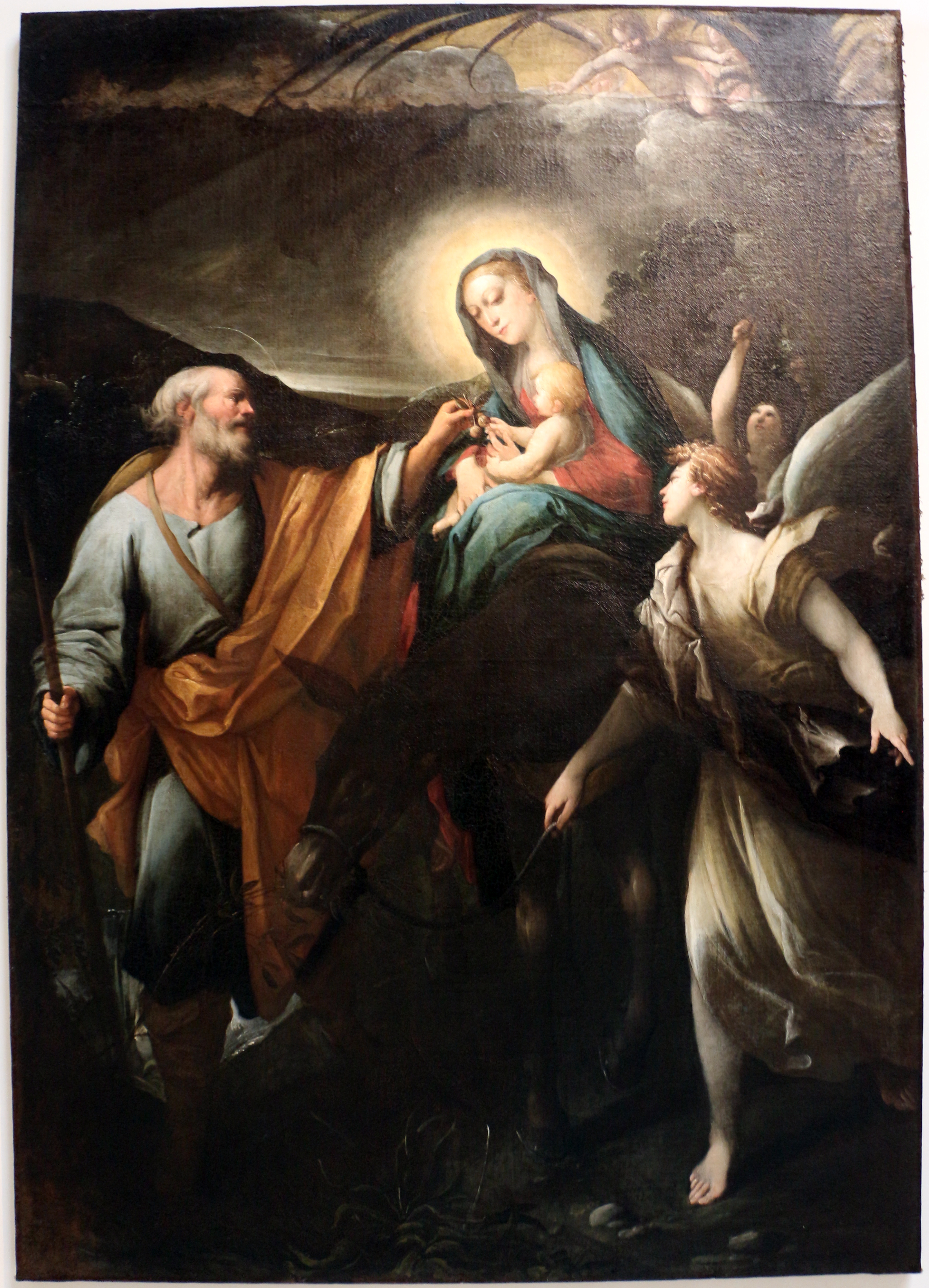
Flucht nach Ägypten,
Pinacoteca Nazionale di Bologna

Giovanni Andrea Donducci (14. Februar 1575 in Bologna–1655 ebendort), auch bekannt als Mastellétta, war ein italienischer Barockmaler der Bologneser Schule und Graveur. Seine Ausbildung absolvierte er an der Accademia degli Incamminati.

## Leben
Sein Vater Andrea stellte Bottiche her, mastelli. Daher rührt der Name, unter welchem er bekannt wurde. Seine Mutter hieß Paola. Seine Studien bei den Incamminati absolvierte er zu einer Zeit, als dort Domenichino, Lucio Massari und wahrscheinlich auch Francesco Albani unterrichteten. Während eines Aufenthalts in Rom soll er Agostino Tassi und dessen Werke kennen gelernt haben. Der Malerbiograph Carlo Cesare Malvasia schreibt, die beiden seien befreundet gewesen. Später arbeitete er überwiegend in seiner Heimatstadt Bologna.
Er zählte zu jener Malergeneration, die von den Carraccis inspiriert wurden und von ihnen ausgebildet worden waren, wie Giacomo Cavedone (1577–1660), Lorenzo Garbieri (1580–1654), Lionello Spada (1576–1622) und Alessandro Tiarini (1577–1668). Er entwickelte einen eigenen originären Stil, der Elemente des römischen Klassizismus mit den fantastischen Lichteffekten kombinierte, wie sie in der Tradition Ferraras und Venedigs üblich waren.
In den Jahren 1613 und 1614 war er mit Aufträgen für die Basilika San Domenico in Bologna beschäftigt. Er sorgte für die Ausstattung der Kapelle des hl. Dominikus. 1613 malte er für die rechte Seite der Kapelle Das Wunder der vierzig Ertrinkenden, 1614 für die linke Seite die Auferstehung des jungen Napoleone Orsini. Für die Hängezwickel der Kuppel dieser Basilika gestaltete er Fresken, die den Schutzpatronen der Stadt Bologna gewidmet sind, dem Hl. Florian, Hl. Franziskus, Hl. Prokulus und Hl. Petronius.

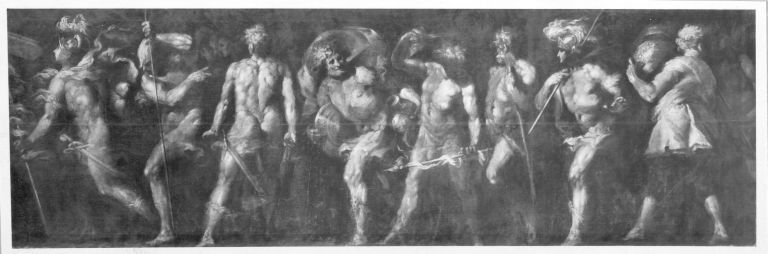
Standartenträger und beutetragende Krieger, im Besitz der Bayerischen Staatsgemäldesammlungen

 Für San Paolo Maggiore schuf er zwei großformatige Wandgemälde, einen Cristo all'orto und eine Kreuzwegstation. Wichtige Werke finden sich in Museen von Bologna, Rom, München und Buenos Aires.
Malvasia beschreibt ihn in den späten 1620er Jahren als zunehmend zurückgezogen und neurotisch – „ein Feind seiner Freunde, mit anderen Worten misstrauisch, sich selbst hassend.“ Seine Figuren verfügen über eine fast phantasmagorische Inbrunst, wie wir sie vom später wirkenden Alessandro Magnasco kennen, die gar nicht charakteristisch ist für die Bologneser Schule. Er integrierte auch aufwendig gemalte, detailreiche Landschaften in seinen Gemälden, wohl beeinflusst von Scarsellino oder von Nicolò dell’Abbate.
Sein letztes bekanntes Werk ist das Altarbild Madonna del Giglio aus dem Jahr 1639 für San Pietro (Reggio Emilia).

## Wichtige Werke
- Moses in der Wüste, Fresko im Museo di San Domenico (Bologna)
- Mystische Vermählung der hl. Katherina, Galleria Spada, Rom
- Wunder des hl. Dominikus, Basilica di San Domenico (Bologna)
- Übergabe des Schlüssels an den hl. Petrus, Basilica di San Domenico, Bologna
- Auferstehung Christi, 1623–25
- Leben des Täufers, chiesa dei Servi, 1635
- Jesus, bedient von Engeln, Pinacoteca Nazionale di Bologna[1]
- Rast auf der Flucht nach Ägypten, Pinacoteca Nazionale di Bologna[1]

## Gemälde

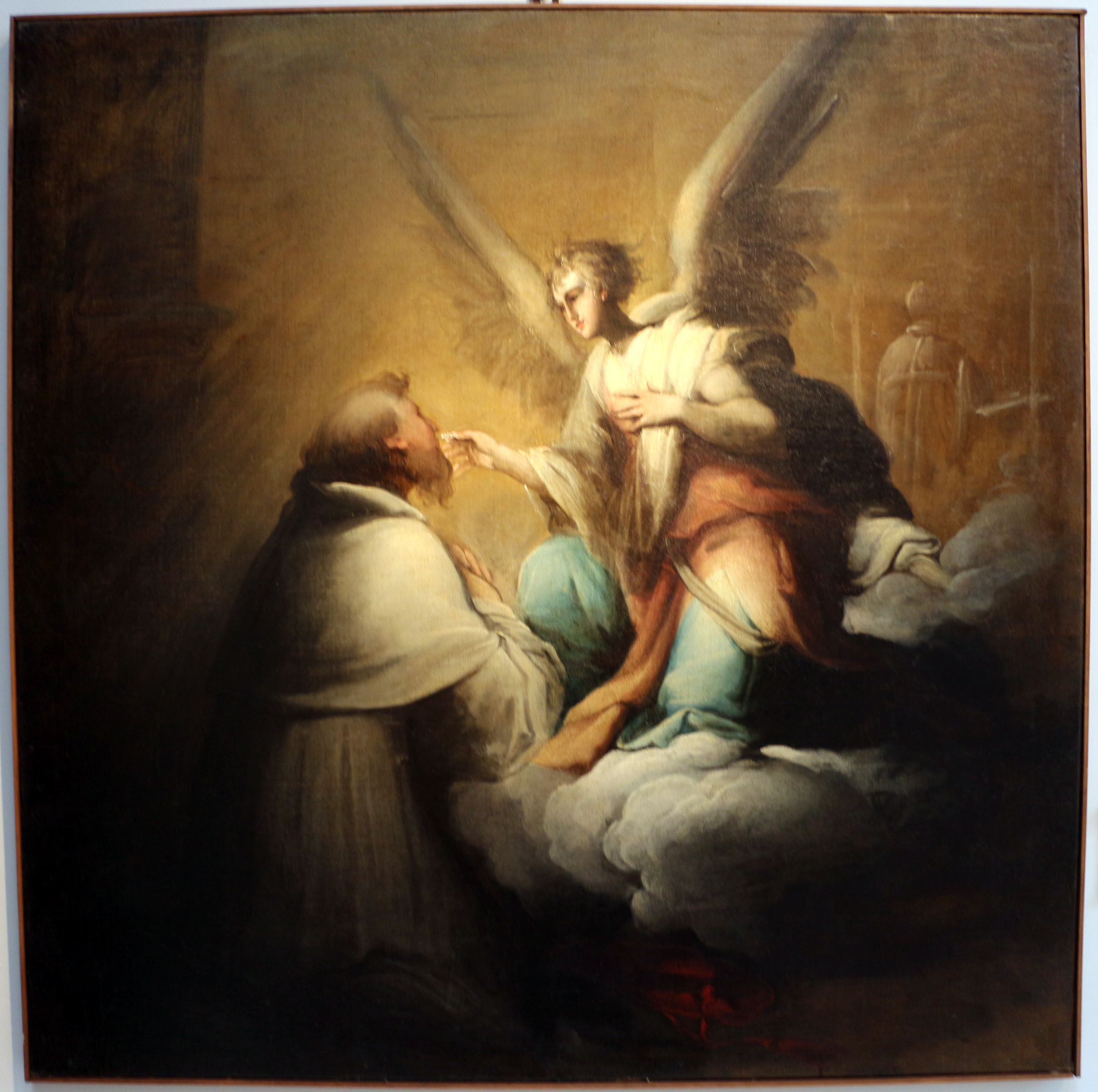
Verkündigung, Pinacoteca Nazionale di Bologna
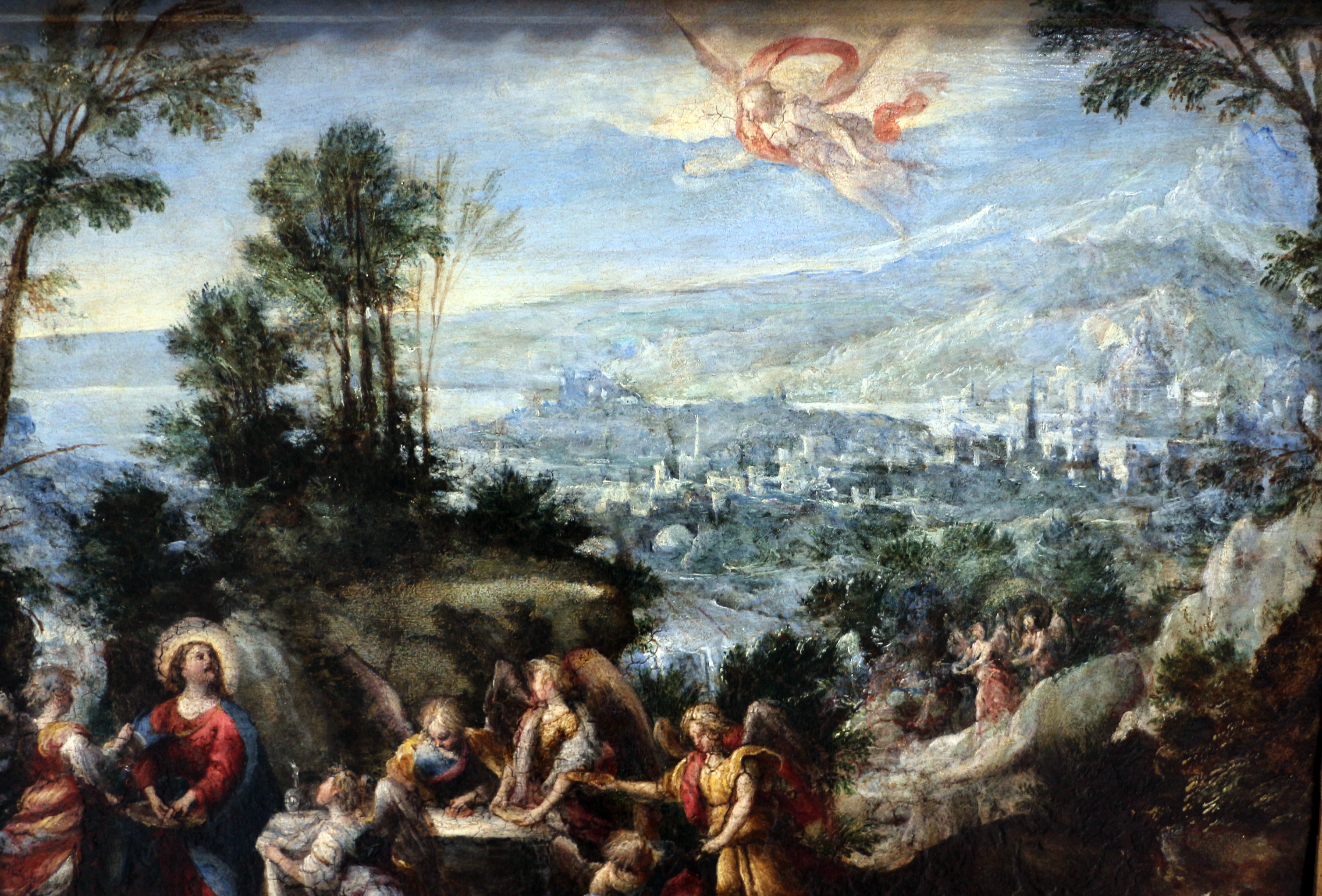
Jesus, von Engeln bedient, Pinacoteca Nazionale di Bologna
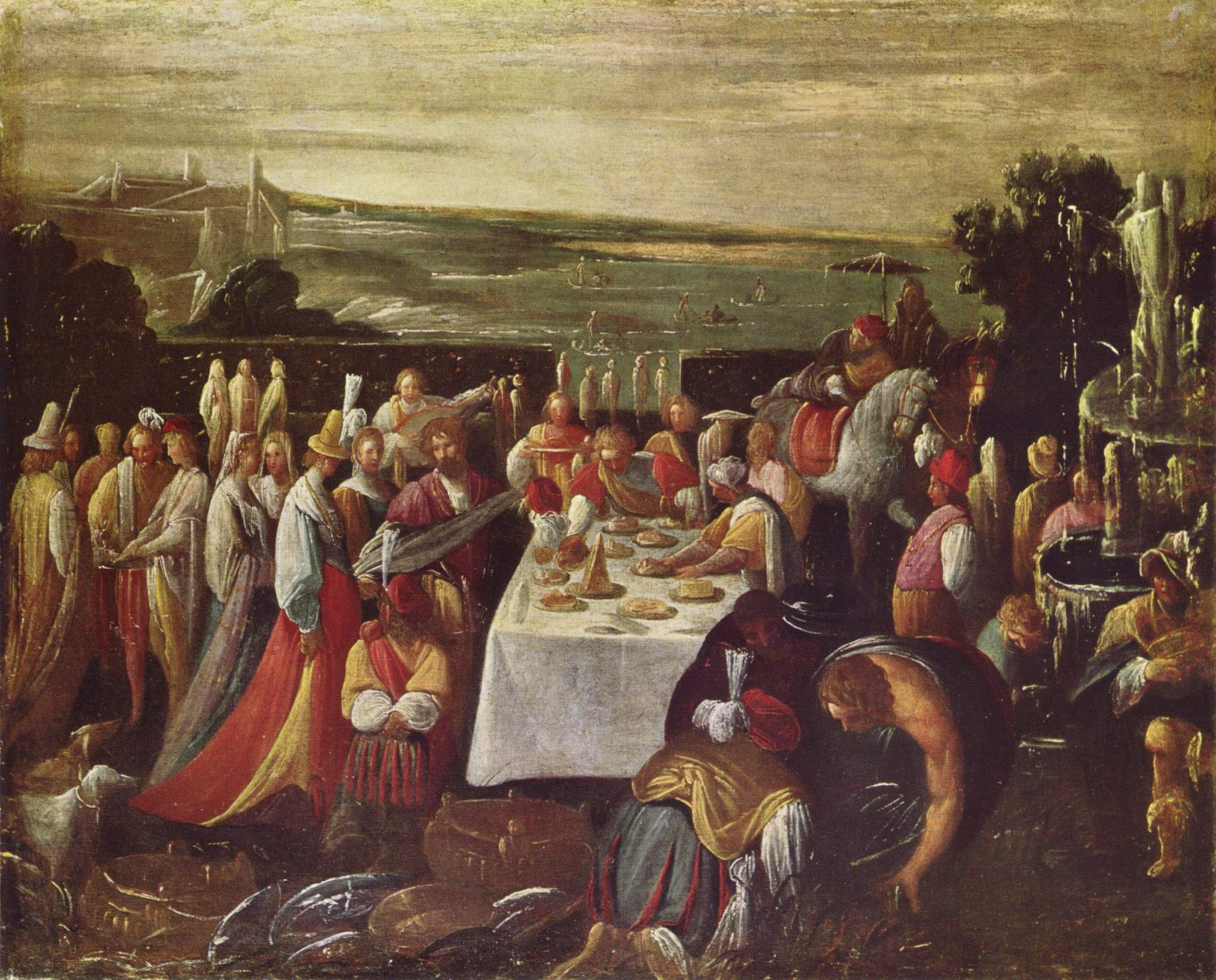
Speisung am Seeufer, Galleria nazionale d’arte antica, Rom
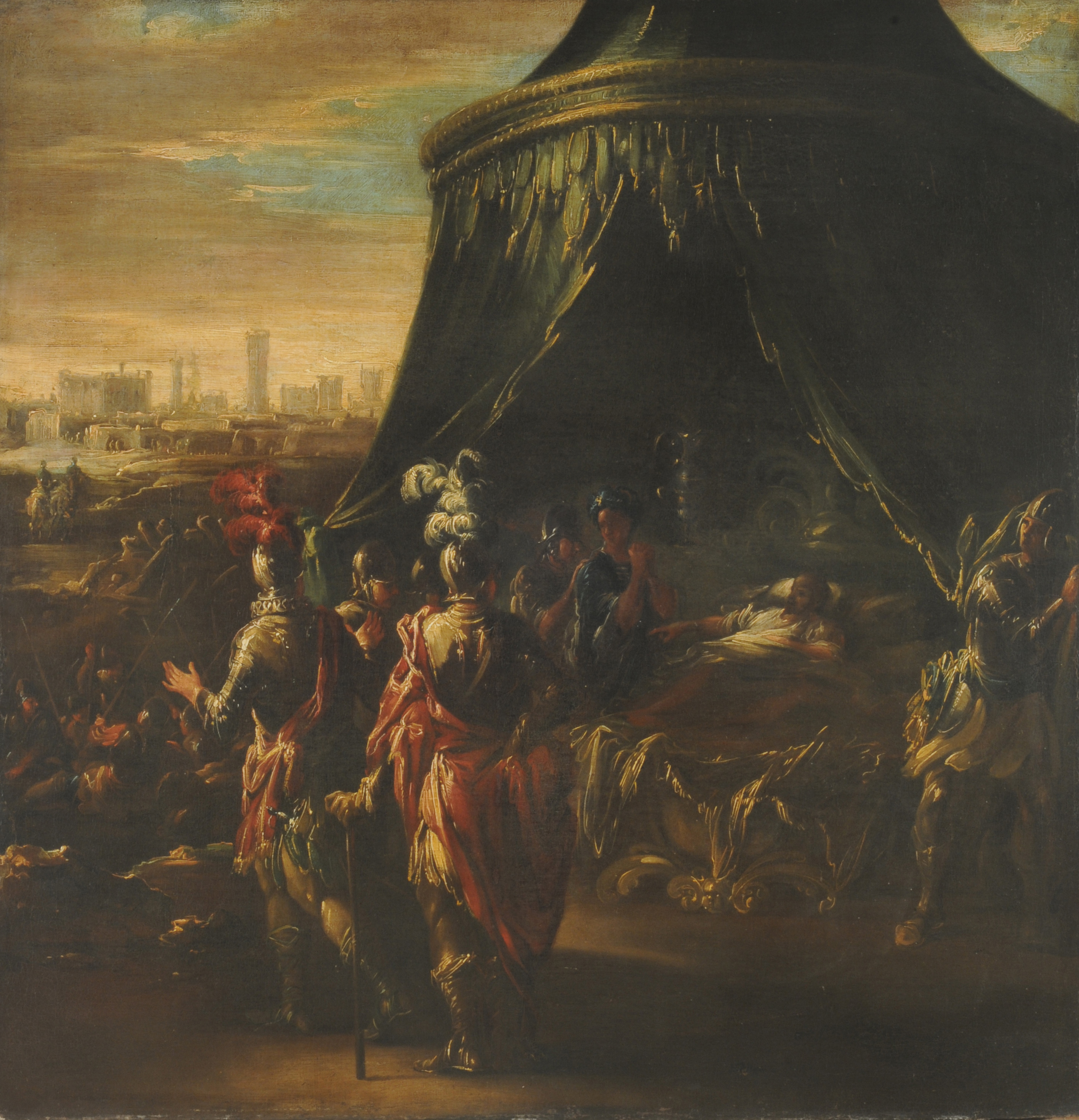
Kriegsszene, Museo Nacional de Bellas Artes, Buenos Aires
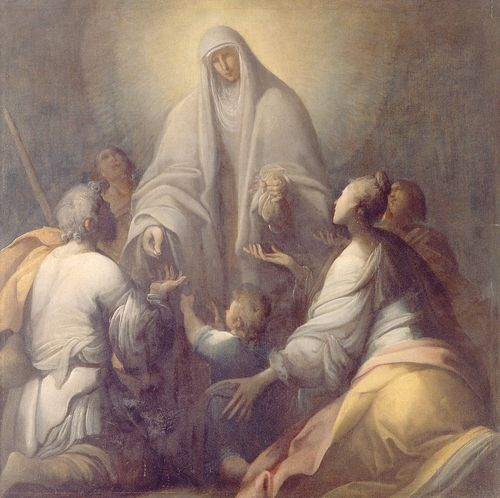
Verteilung der Almosen, Pinacoteca Nazionale di Bologna